# Oktober 1913
Portal Geschichte | Portal Biografien | Aktuelle Ereignisse | Jahreskalender | Tagesartikel

◄ |
19. Jahrhundert |
20. Jahrhundert
| 21. Jahrhundert

◄ |
1880er |
1890er |
1900er |
1910er
| 1920er | 1930er | 1940er | ►

◄ |
1909 |
1910 |
1911 |
1912 |
1913
| 1914 | 1915 | 1916 | 1917 | ►

◄ |
Juli 1913 |
August 1913 |
September 1913 |
Oktober 1913 |
November 1913 |
Dezember 1913 |
Januar 1914 |
►
Dieser Artikel behandelt tagesbezogene Nachrichten und Ereignisse im Oktober 1913.

## Tagesgeschehen

### Mittwoch, 1. Oktober

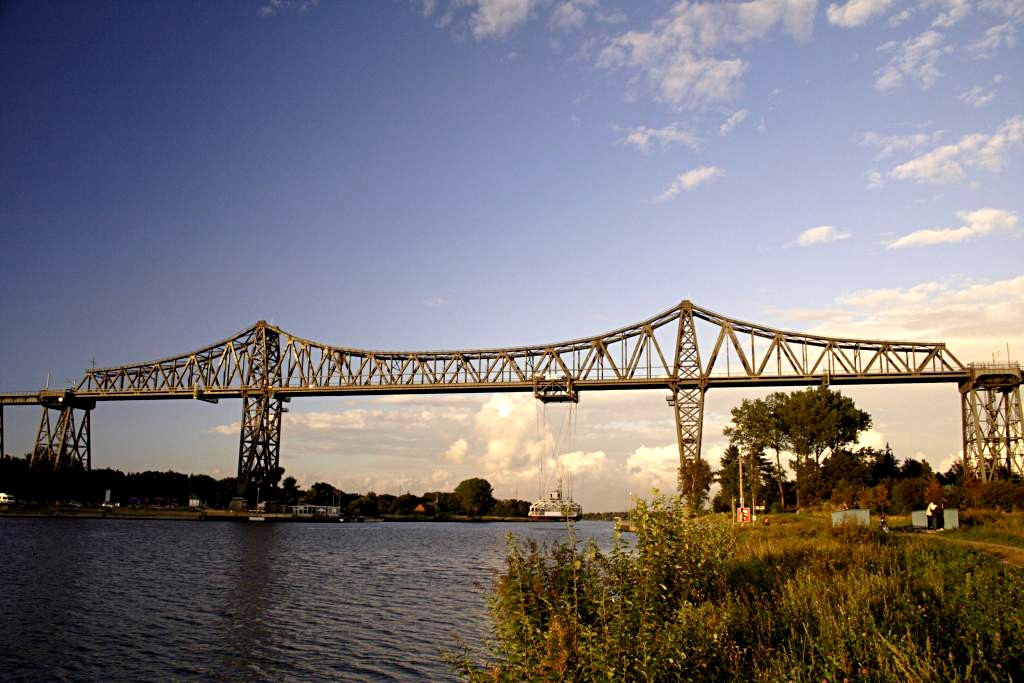
Rendsburger Hochbrücke (2005)

- Torreón/Mexiko: Die Schlacht um Torreón endet nach drei Tagen Kampf am 29. September mit einem Sieg der Rebellen unter Führung von Pancho Villa. Mit großer Erleichterung, die später zum Teil in Lob und Bewunderung umschlug, nehmen viele Stadtbewohner, vor allem aber das US-Konsulat, die disziplinierte Art und Weise auf, in der Villas Truppen die Stadt in Besitz nehmen. Abgesehen von wenigen Ausnahmen kommt es zu keinerlei Plünderungen, Ausschreitungen und Übergriffen auf US-Eigentum. Geschont werden auch die gefangenen Soldaten der Bundesarmee. Deren Offiziere und alle in Gefangenschaft geratenen Orozquistas exekutierten die Sieger hingegen.[1]
- Rendsburg/Deutsches Kaiserreich: Die Rendsburger Hochbrücke, eine Eisenbahn-Brücke über den Nord-Ostsee-Kanal wird freigegeben.[2]
- Österreich-Ungarn: Es werden rot-weiß-rote Streifen an Flügelenden, Seitenruder und Rumpf als Markierung der österreichisch-ungarischen Militärflugzeuge angeordnet.

### Donnerstag, 2. Oktober

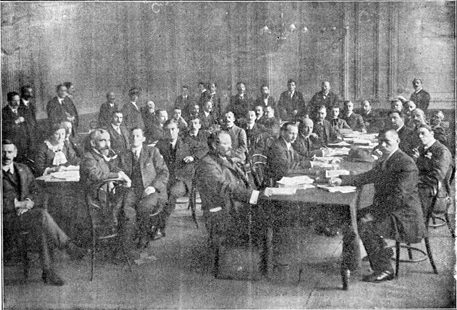
Eine Sitzung des ersten internationalen syndikalistischen Kongresses in London

- London/Vereinigtes Königreich: Der seit 27. September tagende Erste internationale syndikalistische Kongress in der Holborn Town Hall endet. Neben der Freien Vereinigung deutscher Gewerkschaften, die von Karl Roche, Carl Windhoff und Fritz Kater vertreten wurde, entsandten britische, schwedische, dänische, niederländische, belgische, französische, spanische, italienische, kubanische, brasilianische, und argentinische Gruppen Delegierte nach London. Es gab auch Verbindungen zu norwegischen, polnischen und amerikanischen Organisationen.
- Vereinigtes Königreich: Die Orduna, ein für den Passagier- und Frachtverkehr von Liverpool nach Südamerika gebauter Ozeandampfer der britischen Reederei Pacific Steam Navigation Company, läuft vom Stapel.

### Freitag, 3. Oktober
- Kuba: Der ehemalige Präsident der Dominikanischen Republik, Adolfo Alejandro Nouel, wird zum Apostolischen Delegaten ernannt. Dieses Amt hat er bis 1915 inne.[3]
- Berlin/Deutsches Kaiserreich: Der für die Gesellschaft Projektions-AG Union (PAGU) von Max Reinhardt gedrehte Film Die Insel der Seligen hat zur Eröffnung des Kinos U.T. am Kurfürstendamm Premiere. Das Ereignis wird als "Reinhardt-Premiere" beworben.[4]

### Dienstag, 7. Oktober

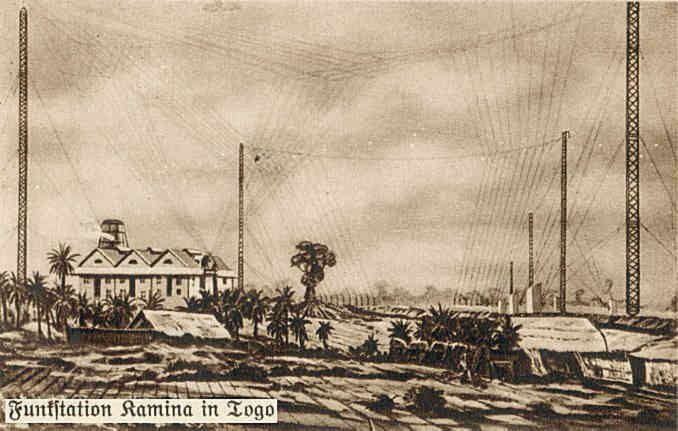
„Funkstation Kamina in Togo“
(zeitgenössische Postkarte)

- Vereinigtes Königreich: Die Holland 2, ein seit 1. August 1902 aktives britisches U-Boot der Holland-Klasse, wird nach außer Dienst gestellt.
- Kamina/Deutsche Kolonie Togo: Staatssekretär Wilhelm Solf und Togos Gouverneur, Herzog zu Mecklenburg statten der Funkstation Kamina einen Besuch ab. Das deutsche Unternehmen Telefunken plant und baut die Station im Auftrag der deutschen Reichsregierung seit 1911.

### Mittwoch, 8. Oktober
- Grytviken/Südgeorgien: Mit Solveig Gunbjørg Jacobsen wird das erste Kind in der Antarktis geboren.

### Donnerstag, 9. Oktober
- Nordatlantik: Das britische Passagierschiff Volturno befindet sich auf dem Weg von Rotterdam nach New York, als durch die weggeworfene Zigarette eines Passagiers ein Feuer ausbricht und das Schiff Feuer fängt. 136 Passagiere und Besatzungsmitglieder sterben. Durch drahtlose Telegrafie herbeigerufene Schiffe können über 400 Menschen retten und eine noch größere Katastrophe verhindern.
- Berlin-Waidmannslust / Deutsches Kaiserreich: Die Königin-Luise-Kirche, ein neugotisches Gotteshaus, wird eingeweiht. Sie besteht aus Rüdersdorfer Kalksteinen und Klinkersteinen aus Rathenow.[5]

### Samstag, 18. Oktober

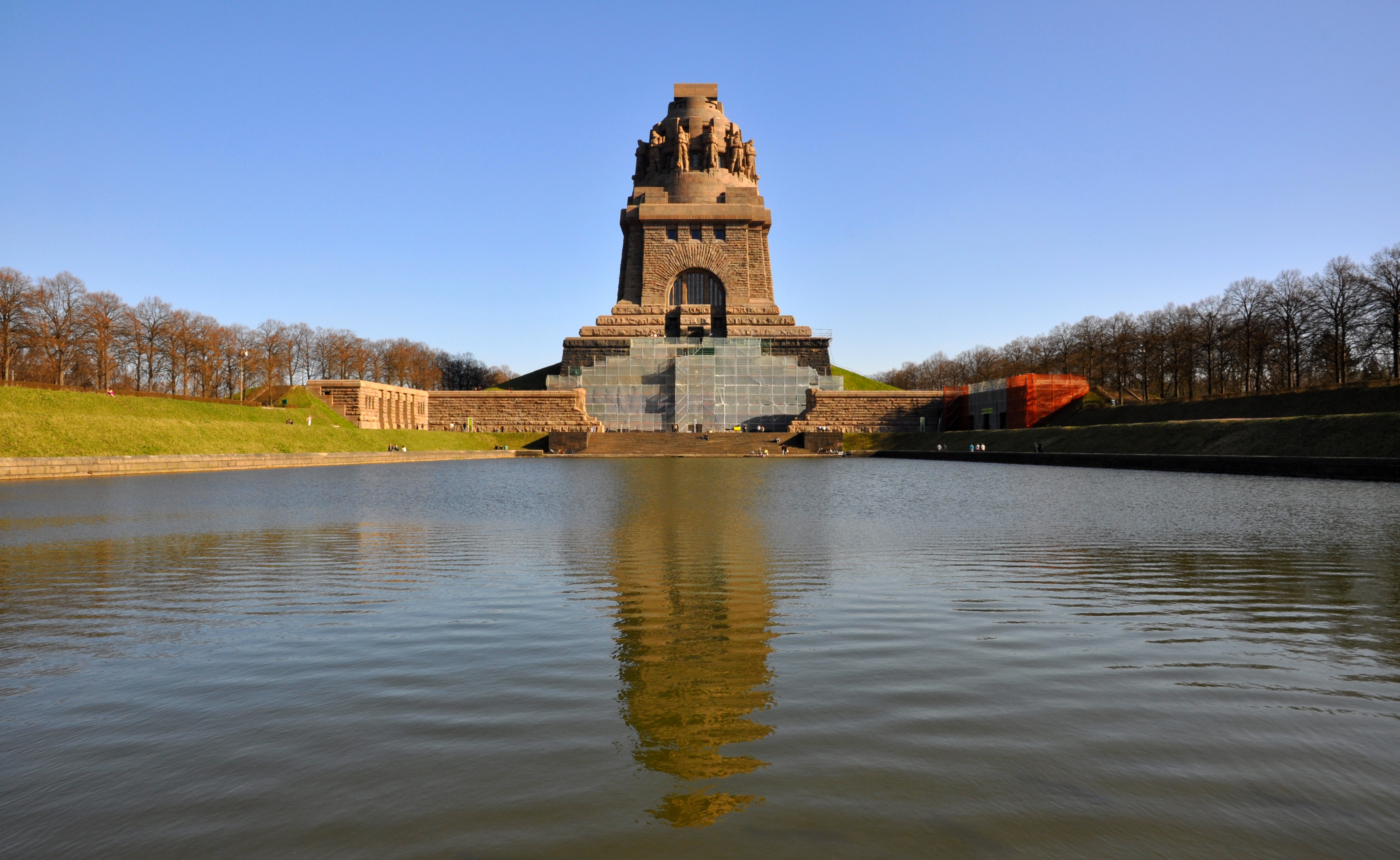
Denkmal mit Spiegelung im vorgelagerten „See der Tränen um die gefallenen Soldaten“

- Leipzig/Deutsches Kaiserreich: Das nach Entwürfen des Berliner Architekten Bruno Schmitz erbaute Völkerschlachtdenkmal wird anlässlich des hundertsten Jahrestags der Völkerschlacht bei Leipzig eingeweiht. Zu den Feierlichkeiten sind unter Anderen Kaiser Wilhelm II., König Friedrich August von Sachsen, König Ludwig von Bayern und Erzherzog Ferdinand von Österreich versammelt.
- Swakopmund/Namibia:  126 Schüler nehmen den Betrieb in der Namib High School auf. Die NHS ist die erste formelle Bildungseinrichtung der Stadt.

### Dienstag, 21. Oktober
- Deutsches Kaiserreich: Die Bahnstrecke Węgliniec–Czerwona Woda wird nach dem preußischen Kleinbahngesetz in Betrieb genommen und verbindet Kohlfurt und Rothwasser.

### Mittwoch, 22. Oktober

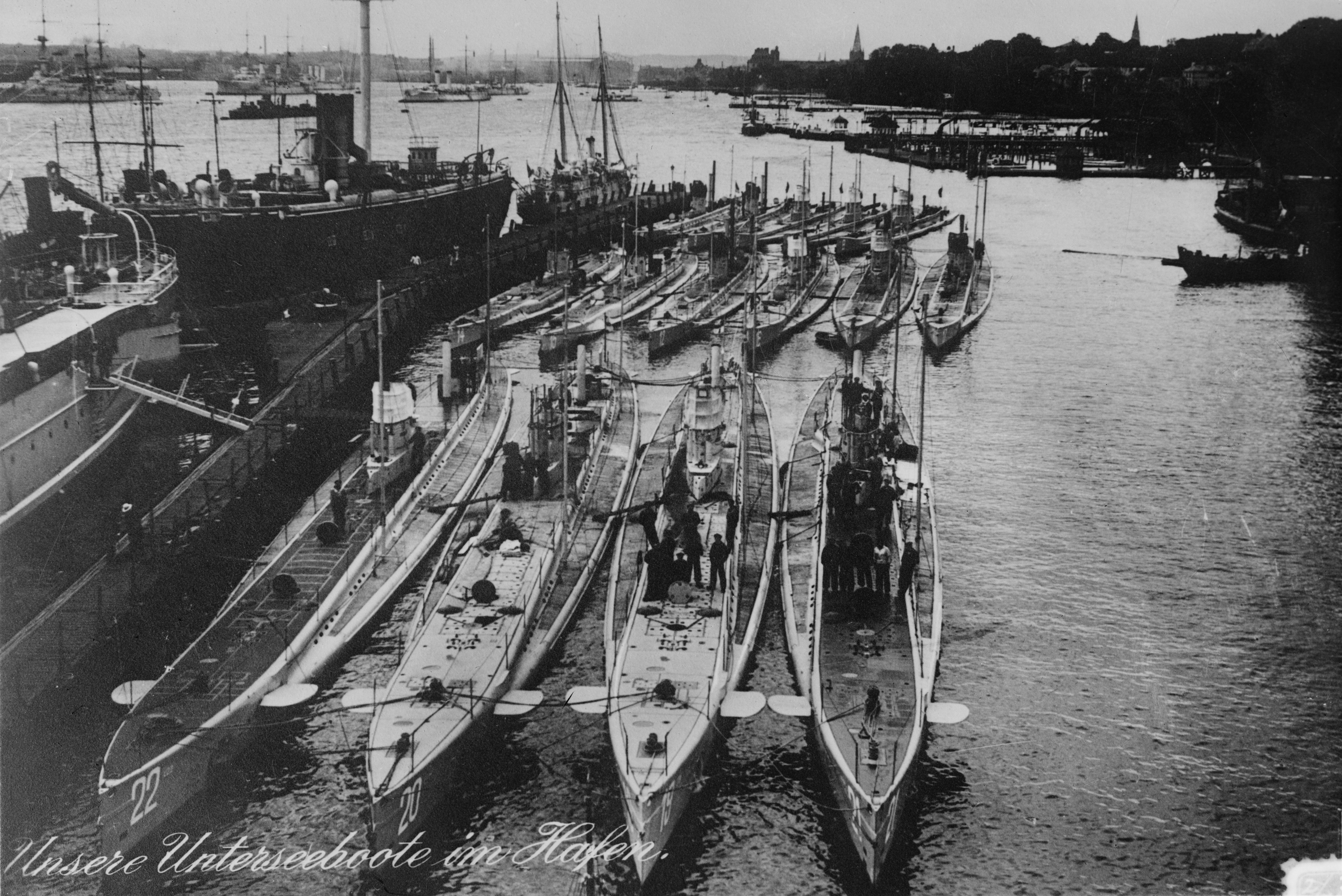
U 21 vorn rechts im U-Boothafen Kiel

- Deutsches Kaiserreich: Das U-Boot der Kaiserlichen Marine U 21 wird in den Dienst genommen. Es versenkt im Ersten Weltkrieg mehrere feindliche Kriegsschiffe.
- Waldenburg/Deutsches Kaiserreich: Bei dem Eisenbahnunfall von Waldenburg stößt ein entlaufener Güterwagen mit einem Zug der Waldenburger Straßenbahn zusammen. Dabei sterben 14 Menschen.[6]
- Ameugny/Frankreich: Die romanische Pfarrkirche Notre-Dame-de-l’Assomption wird in die Liste der Baudenkmäler (Monument historique) aufgenommen.

### Mittwoch, 29. Oktober
- Frankfurt am Main/Deutsches Kaiserreich: Der Bund Deutscher Landschaftsarchitekten wird als Bund Deutscher Gartenarchitekten (BDGA) gegründet.
- Vereinigtes Königreich: Die E9, ein Unterseeboot der E-Klasse der britischen Royal Navy, läuft vom Stapel. Im Ersten Weltkrieg wird es sowohl in der Nordsee als auch in der Ostsee in den Einsatz kommen.
- Vereinigte Staaten: Edwin Howard Armstrong meldet die Audion-Schaltung zum Patent an. Es erhält die Nummer  US1113149.[7]